# Servetseza Kadınefendi
Servetseza Kadınefendi (osmanská turečtina: ثروت سزا قادين, význam v perštině: "hodna bohatství"; 1. září 1823, Majkop – 25. září 1878, Kabataş) byla první manželka a hlavní choť sultána Abdülmecida I.

## Život
Narodila se 1. září 1823 v Majkopu. Byla členkou čerkeské knížecí rodiny Temyryko. Jejím otcem byl kníže Temyryko Mansur a její matka patřila do knížecí rodiny Dadeškeliani. Měla dva starší sourozence, prince Andoka Beye (1818–1886) a sestru princeznu Fatmu Şemsfer Hanım (1821–1855). Jejím mladším sourozencem byl princ Süleyman Bey (1825–1896).
Když po smrti svého otce nastoupil na trůn princ Abdülmecid, Esma Sultan, dcera sultána Abdulhamida I. vybrala Servetsezu, která byla její služebnou jako choť pro svého synovce Abdülmecida. Oddáni byli roku 1839 a ona se stala hlavní manželkou. Tento titul nosila až do konce vlády jejího manžela. Manželství posílilo vztahy mezi oběma dynastiemi. Po svatbě jmenoval její sestru Şemsfer Hanım pokladní imperiálního harému.
Leyla Açba ve svých pamětech píše, že byla inteligentní a dobře kultivovaná žena.
Servetseza zůstala bezdětná. Po smrti Gülcemal Kadınefendi roku 1851, byli její děti Fatma Sultan, Refia Sultan a Şehzade Mehmed Reşad (budoucí Mehmed V.) svěřeny do péče Servetsezi. Servetseza sama sultána požádala o tento úkol.
Když roku 1853 zemřela Bezmiâlem Sultan, Servetseza se stala hlavní správkyní harému.
Po smrti jejího manžela sultána Abdülmecida dne 25. června 1861 a nástupu jeho mladšího bratra Abdulazize na trůn se usadila v paláci Kabataş. Roku 1872 nechala na nádvoří Özbekler Tekke v Üsküdaru vystavět fontánu.
Pravděpodobně cítila velkou náklonnost k Muradu V. protože po jeho odstoupení z trůnu roku 1876 řekla několika lidem že Abdulhamid II. uzurpoval jeho trůn.
Zemřela 25. září 1878 ve věku padesátipěti let a byla pohřbena poblíž mauzolea svého manžela v mešitě Yavuz Selim v Istanbulu. Podle některých byla zavražděna. Jednoho večera na ramadán zašla za Abdulhamidem a varovala ho ať vrátí trůn právoplatnému majiteli. Poté nařídil aby jí byl tajně podán otrávený nápoj. Zemřela po návratu do svého paláce.
Ze svého manžela měla velký užitek a to se odrazilo i na jejích klenotech. Po její smrti nechal Abdulhamid cennosti přinést do paláce Yıldız. Poté, co byl roku 1909 sesazen sultán Abdulhamid byly cennosti vráceny sultánovi Mehmedu.